# Sungai Tutung
Sungai Tutung is een bestuurslaag in het regentschap Kerinci van de provincie Jambi, Indonesië. Sungai Tutung telt 1999 inwoners (volkstelling 2010).